# Enielkenie
Enielkenie là một chi nhện trong họ Anapidae.